# Mike Hanke
Mike Hanke (Hamm, Alemania, 5 de noviembre de 1983) es un exfutbolista alemán. Jugaba como delantero y su último equipo fue el Guizhou Renhe F.C. de China.
Participó en la Copa Mundial de Fútbol de 2006, donde su selección quedó en el tercer puesto.

## Biografía
Comenzó su carrera en la temporada 2001-2002 en la Bundesliga alemana jugando para el Schalke 04. Para la temporada 2005-2006 fue transferido al Wolfsburgo por expreso pedido del entrenador Thomas Strunz.
Su debut con la Selección Alemana fue el 8 de junio de 2005 en el empate 2 a 2 ante Rusia. Su primer gol internacional se lo hizo el 29 de junio del mismo año a Túnez en la Copa Confederaciones 2005. En el posterior partido contra México fue expulsado.
Participó del Mundial 2006 donde solo entró desde el banco en el partido por el tercer puesto contra Portugal.

### Participaciones en Copas del Mundo
| Mundial                        | Sede     | Resultado    |
| ------------------------------ | -------- | ------------ |
| Copa Mundial de Fútbol de 2006 | Alemania | Tercer lugar |

### Participaciones en Copas FIFA Confederaciones
| Copa                           | Sede     | Resultado    |
| ------------------------------ | -------- | ------------ |
| Copa FIFA Confederaciones 2005 | Alemania | Tercer lugar |

## Clubes
| Club                     | País     | Año       |
| ------------------------ | -------- | --------- |
| FC Schalke 04            | Alemania | 2001-2005 |
| VfL Wolfsburg            | Alemania | 2005-2007 |
| Hannover 96              | Alemania | 2007-2010 |
| Borussia Mönchengladbach | Alemania | 2011-2013 |
| SC Friburgo              | Alemania | 2013-2014 |
| Guizhou Renhe F.C.       | China    | 2013-2014 |

- Datos: Q107430
- Multimedia: Mike Hanke / Q107430